# Al-Firuzabadi
Muhammad ibn Jakub Madjd ad-din al-Firuzabadi eller Abu-t-Tahir Ibn Ibrahim Majd ud-Din ul-Fairuzabadi, född 1329, död 1414, var en arabisk lexikograf.
al-Firuzabadi var från 1395 överkadi i Jemen, där han, efter långa resor och tidigare lärarverksamhet i Medina, hos sultanen i Taizz fann en fristad undan mongolinvasionernas oro. Hans lexikon i 60 (enligt andra uppgifter 100) band har gått förlorat, men ett av honom själv förfärdigat sammandrag därav, al-Kamus ("Oceanen", tryckt i 2 band 1817, 4 band 1862 m. fl. utgåvor) är bevarat. Det är översatt till turkiska och persisak samt utgjorde grundval för Georg Wilhelm Friedrich Freytags Lexicon arabico-latinum (1830–1837). En kommentar till al-Kumus var Sajjid Murtada az-Zabidis Tadj alarus.